# Egon Bahr
Egon Karl-Heinz Bahr (Treffurt, 18 marzo 1922 – Berlino, 19 agosto 2015) è stato un politico tedesco, membro del Partito Socialdemocratico di Germania.
Ex giornalista, è stato il creatore dell'Ostpolitik promossa dal cancelliere della Germania occidentale Willy Brandt, per il quale è stato Segretario di Stato nella Cancelleria tedesca dal 1969 al 1972. Tra il 1972 e il 1990 è stato deputato del Bundestag della Repubblica federale tedesca e dal 1972 al 1976 è stato anche ministro del governo federale.
Bahr è stato una figura chiave in molti negoziati, non solo tra RFT e RDT ma anche tra Germania e URSS. In aggiunta alla sua funzione strumentale nella Ostpolitik, Bahr fu anche una voce influente nei negoziati del Trattato di Mosca, del Trattato di Varsavia, dell'Accordo sui transiti e del Trattato Fondamentale del 1972.

## Vita e carriera
Bahr nacque a Treffurt, nella Provincia di Sassonia della Prussia, figlio di Hedwig e Karl Bahr, professore di scuola superiore. Dopo aver completato la sua educazione secondaria nel 1940, Bahr continua la sua educazione come tecnico industriale alla società armatrice Rheinmetall-Borsig a Berlino. Durante la seconda guerra mondiale, Bahr presta servizio come soldato nella Wehrmacht dal 1942 al 1944 come cadetto (Fahnenjunker) nella VI, un'unità di addestramento dell'aviazione, a Kitzingen. Fu però smobilitato dopo essere stato accusato di non essere ariano (per via della nonna ebrea) e, per questo, di essersi intrufolato nella Wehrmacht. Da qui in poi fu assegnato come operaio alla Rheinmetall-Borsig.
Dopo la guerra, Bahr lavorò come giornalista al Berliner Zeitung, uno dei principali quotidiani di Berlino Ovest. In seguito ha lavorato in altri due periodici di Berlino Ovest, Allgemeine Zeitung e Der Tagesspiegel. Dal 1950 al 1960, è stato il commentatore principale dell'ufficio di RIAS (Rundfunk im amerikanischen Sektor, o Trasmissioni nel Settore Occidentale) di Bonn. Nel 1959, ricevette l'incarico di addetto stampa presso l'ambasciata della Germania occidentale in Ghana . Dal 1984 al 1994, Bahr è stato direttore dell'Istituto per la Ricerca sulla Pace e la Politica di Sicurezza (IFSH) presso l'Università di Amburgo, da cui ha ricevuto una cattedra onoraria nel 1984. Bahr era sposato e aveva tre figli. Il 19 agosto 2015 Bahr è morto all'età di 93 anni.

## Attività politica
Bahr è stato membro dell'SPD dal 1956 fino alla morte nel 2015. Dal 1960 al 1966 Bahr fu a capo dell'Ufficio Stampa e Informazione per il land di Berlino (a quel tempo, Berlino Ovest). In tale veste, Bahr fu portavoce del Senato di Berlino, all'epoca guidato dal sindaco Willy Brandt. Dal 1966 al 1969 Bahr fu ambasciatore e Direttore Ministeriale del personale di pianificazione del Ministero degli Esteri. Bahr è considerato uno dei più importanti e influenti consiglieri di Willy Brandt, specialmente per quanto riguarda la politica di Ostpolitik di quest'ultimo.
Dopo le elezioni federali della Germania occidentale del 1969, Bahr divenne Segretario di Stato della Cancelleria tedesca e Bevollmächtigter ("commissario" o "rappresentante designato") del Gabinetto federale di Germania a Berlino. Fu in tale veste che Bahr prestò servizio come emissario a Mosca per negoziare i termini del Trattato di Mosca nell'agosto 1970 e del Trattato di Varsavia del dicembre dello stesso anno. Fu altrettanto importante nelle trattative che portarono alla firma dell'Accordo sui transiti e del Trattato fondamentale del 1972 che furono conclusi con la Repubblica Democratica Tedesca.
Sulla base del suo successo nel guidare questi trattati verso una conclusione positiva, Bahr viene spesso indicato come "Architetto dei trattati orientali". A lui vengono anche attribuiti due dei più influenti motti del governo Brandt che descrivono il rapporto della Germania occidentale con la Repubblica democratica tedesca e sono un'efficace sintesi della Ostpolitik: "Wandel durch Annäherung" ("cambiamento attraverso il riavvicinamento", citato in un discorso tenuto all'Accademia Protestante di Tutzing) e "Politik der kleinen Schritte” (“Politica dei piccoli passi”).
Per quanto riguarda l'Ostpolitik, il campo di lavoro di Bahr era in gran parte dietro le quinte, per preparare i trattati. Tuttavia, questa segretezza fu rotta una sola volta: Bahr era a Mosca per dei colloqui con Andrei Gromyko, e del materiale di questo colloquio arrivò, attraverso una fonte sconosciuta, al quotidiano scandalistico Bild. Il 1º luglio 1970 apparve la notizia in due numeri. Questa pubblicazione non autorizzata divenne nota come Bahr-papier.
In seguito alle dimissioni dalla Cancelleria di Willy Brandt nel 1974 anche Bahr rinunciò alla sua posizione nel gabinetto federale. Tuttavia, fu nominato Ministro della cooperazione economica e dello sviluppo dal successore di Brandt, Helmut Schmidt. Il 14 dicembre 1976, in seguito alle elezioni federali svoltesi due mesi prima, Bahr lasciò definitivamente la sua posizione nel governo federale.
Bahr è stato deputato del Bundestag dal 1972 al 1990. Fu eletto direttamente nel 1976 e nel 1980 come rappresentante del distretto elettorale dello Schleswig-Flensburg; nelle altre occasioni, è stato eletto dalla lista di partito dell'SPD. Bahr è stato anche presidente del Sottocomitato per il Disarmo e il Controllo degli Armamenti. Nel 1980, Bahr divenne membro della Commissione Indipendente per il Disarmo e la Sicurezza sotto la presidenza del politico svedese Olof Palme. La Commissione ha pubblicato le sue conclusioni in una relazione del 1982 intitolata "Sicurezza Comune". Tra le raccomandazioni del rapporto era presente il concetto di "corridoio libero dal nucleare" nell'Europa Centrale.

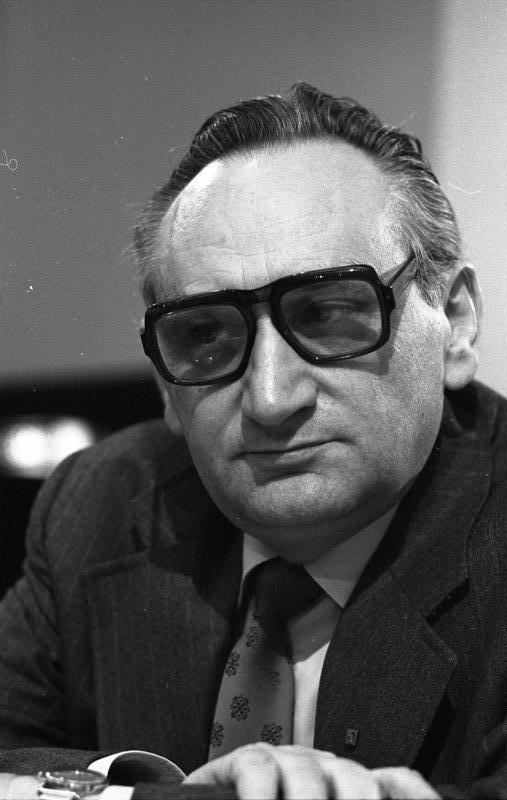
Bahr nel 1978.

Dal 1976 al 1981 è stato Bundesgeschäftsführer ("direttore esecutivo federale") dell'SPD. Durante il suo incarico, l'evento di maggiore rilievo fu il trambusto che circondò l'espulsione di Klaus Uwe Benneter, a quel tempo presidente federale di Jusos (Jungsozialistinnen in der SPD, l'organizzazione giovanile dell'SPD); Benneter aveva suscitato l'ira di molti politici esprimendo l'opinione che il Partito Comunista Tedesco potesse essere un potenziale alleato di coalizione per l'SPD, una dichiarazione metteva in pericolo lo status dell'organizzazione giovanile.
Il 27 novembre 1988 descrisse le richieste di riunificazione tedesca come "discorsi domenicali, [...] bugie, ipocrisia che avvelenò noi e gli altri, inquinamento politico". Il 1 ° novembre 1989, in un'intervista al Vorwärts, Bahr disse: "Per l'amor del cielo, smettiamo di sognare e blaterare sull'unità tedesca"; il muro di Berlino cadde solo otto giorni dopo, il 9 novembre 1989. Cinque giorni dopo la caduta del Muro, Bahr disse che era "un'illusione parlare di riunificazione".
Bahr ha continuato a pubblicare vari scritti sul futuro della politica estera tedesca dopo la fine della guerra fredda. Ha sostenuto, tra le altre cose, la necessità che l'Europa e la Germania esercitino una maggiore influenza nel mondo come "potenze civili" (Zivilmacht). Nel 1991, Bahr ha promosso la discussione sulla potenziale creazione di un corpo di pace tedesco.
In un'intervista con la Frankfurter Allgemeine Zeitung nel 2005, Bahr ha confessato che, da adolescente, aveva provato un "certo orgoglio" nel fatto che Polonia, Francia, Danimarca e Norvegia fossero state conquistate così rapidamente dalla Wehrmacht.

## Onorificenze
Nel 1973, Bahr ricevette il Bundesverdienstkreuz ("Croce al merito federale"). È stato nominato cittadino onorario di Berlino nel 2002. Nel 2007 Bahr è stato insignito del Premio Willy Brandt dalla Fondazione norvegese-tedesca Willy Brandt e nel 2008 con il Premio Göttingen per la pace (Göttinger Friedenspreis) e con il Premio Marion Dönhoff. Nel 2008, Bahr ha ricevuto un dottorato onorario dall'Internationales Hochschulinstitut Zittau (IHI, Istituto Universitario Internazionale di Zittau) come riconoscimento per il suo contributo al processo di unificazione dell'Europa. Nel gennaio del 2010 ha ricevuto l'Ordine al merito della Renania Settentrionale-Vestfalia.

## Opere pubblicate
- Zu meiner Zeit. Blessing, Monaco 1996, ISBN 3-89667-001-8 (Autobiografia)
- Wolfram Hoppenstedt (a cura di): Willy Brandts europäische Außenpolitik; Collana Bundeskanzler-Willy-Brandt-Stiftung, Vol.3, Berlino 1999, ISBN 3-933090-02-4
- Deutsche Interessen: Streitschrift zu Macht, Sicherheit und Außenpolitik. Goldmann, Monaco 2000, ISBN 3-442-75593-X
- Der deutsche Weg: Selbstverständlich und normal. Blessing, Monaco 2003, ISBN 3-89667-244-4
- Plädoyer für eine transatlantische Arbeitsteilung. in: Jäger, Thomas / Höse, Alexander / Oppermann, Kai (eds.) 2005: Transatlantische Beziehungen: Sicherheit – Wirtschaft – Öffentlichkeit, VS Verlag für Sozialwissenschaften, Wiesbaden pp. 489–495, ISBN 3-531-14579-7
- Ostwärts und nichts vergessen! Kooperation statt Konfrontation. VSA-Verlag, Amburgo 2012, ISBN 978-3-89965-504-9
- „Das musst du erzählen“ – Erinnerungen an Willy Brandt. Propyläen, Berlino 2013, ISBN 978-3-549-07422-0
- Das Prinzip Apfelbaum: 11 Persönlichkeiten zur Frage „Was bleibt?“ pubblicato su iniziativa di „Mein Erbe Tut Gutes. Das Prinzip Apfelbaum“. Fotografie di Bettina Flitner. Vergangenheitsverlag, Berlino 2014, ISBN 978-3-86408-182-8
- Erfahrung mit Wissenschaftlern und die neuen Herausforderungen für die europäische Sicherheit: Chancen für Rüstungskontrolle und Abrüstung, Conferenza sugli eventi a 60 anni dal Manifesto Russell-Einstein 9 luglio 2015[17]